# Zelkova
Zelkova é um género botânico pertencente à família Ulmaceae.
É uma árvore de folhas caducas (caem no inverno), verdes e largas que adquirem diferente coloração no outono. Possui um tronco dividido em largos galhos retos em um grande número de galhos menores ramificados.
O género é constituído por seis espécies, nativas do sul da Europa, sudoeste e leste da Ásia. O seu tamanho é variável, podendo ter a forma de arbustos (Z. sicula) ou de árvores até 35 m de altura (Z. carpinifolia).

## Espécies
- Zelkova abelicea
- Zelkova carpinifolia
- Zelkova serrata
- Zelkova sicula
- Zelkova sinica
- Zelkova schneideriana

A espécie Z. sicula, apenas descoberta em  1991, é listada como uma espécie ameaçada. A única população conhecida consiste apenas de pequenos arbustos.
Zelkova serrata e Z. carpinifolia são plantadas como árvores ornamentais.
O género Zelkova era comum na América do Norte e norte da Europa, mesmo até ao fim do Plioceno. No entanto, extensivas glaciações no Pleistoceno confinaram o género à sua presente área de distribuição, ao sul dos Alpes e Pirenéus, e no leste asiático, onde apenas glaciações locais ocorreram.